# Tuskegee
Tuskegee.-/Značenje nepoznato; moguće od Alabama riječi tåska, "warrior." /, pleme američkih Indijanaca porodice Muskhogean, nastanjeno do sredine druge polovice 17. stoljeća između Coose i Tallapoose u Alabami. Brojno stanje u domorodačko doba je nepoznato, tek 1832./3. popisano ih je 216 plus 25 crnih robova. Njihovi ostaci zajedno s Creek Indijancima odlaze 1837. u Oklahomu gdje im i danas žive potomci; 600 (2000.).

## Povijest
Kroz zemlju Tuskegee Indijanaca 1540.  prvi prolazi De Soto,  i nailazi na njihovo selo Tasqui. Sljedeći dolazi Pardo 1567. a Vandera informira o dva njihova sela, Tasqui i Tasquiqui. U ranom 18. stoljeću pleme se podijelilo na dvije bande, jedni se naseliše na otoku u rijeci Tennessee. Ova banda je znatan period provela među Cherokeema nastanivši se I na južnoj strani Little Tennesseeja, blizu ušća rijeke Tellico, u sadašnjem okrugu Monroe u Tennesseeju. Čuveni izumitelj cherokee-pisma, Sequoya, proveo je svoje dječaštvo među njima. Drugo mjesto koje je ova ista skupina nastanila, vjerojatno je bilo na sjevernoj obali Tennesseeja, sjeverno od Robbinsvillea, u okrugu Graham u Sjevernoj Karolini. Ovaj dio bande apsorbiran je od Cherokeeja. 
Druga banda Tuskegeeja odlazi na područje Creek Indijanaca na Ocmulgee, i zajedno s njima 1715. odlaze na Chattahoochee. Odlaskom Jugoistočnih plemena 1837. u Oklahomu, Tuskegee polaze zajedno s Creekima. U Oklahomi se odvoje od Creeka i nastaniše u blizini plemena Yuchi.
Popisom iz 1832. bilo je 216 Tuskegeeja i od onda im broj postupno raste: 300 (1900.); 600 (2000.). NAHDB kalkulira da ih je 1700. bilo oko 400.

## Kultura
Tuskegee su bili pleme s tipičnom kulturom za stalno-naseljene Jugoistočne ratare.

## Vanjske poveznice
- Tuskegee  Arhivirana inačica izvorne stranice od 17. srpnja 2006. (Wayback Machine)
- A Tuskegee Legend  Arhivirana inačica izvorne stranice od 12. kolovoza 2014. (Wayback Machine)
- The Origin of Earth (Tuskegee)  Arhivirana inačica izvorne stranice od 14. lipnja 2006. (Wayback Machine)